# 愛情對白
《合法副本》（法語：Copie conforme）是2010年由阿巴斯·基亚罗斯塔米执导，朱丽叶·比诺什主演的剧情电影。故事发生于托斯卡纳，主角为一位英国作家和一位法国古董商，他们的关系在一天之内经历了奇怪的转变。对白包含法语，英语和意大利语。本片于2010年戛纳电影节首映，比诺什凭借片中的表演赢得了戛纳电影节的最佳女演员奖。

## 评价
在影评网站烂番茄（Rotten Tomatoes）上，根据126条评论，本片的平均得分为7.8分（满分10分）。在Metacritic上，基于23位评论家，该电影的加权平均分为82分（满分100分），表现为“普遍赞誉”。